# Роуланд, Эрл
Эрл Джеррод «E.J.» Роуланд (англ. Earl Jerrod "E.J." Rowland, род. 18 мая 1983, Салинас, Калифорния) — американский и болгарский баскетболист, играющий на позиции разыгрывающего защитника.

## Карьера
Свою спортивную карьеру Роуланд начал в Д-Лиге НБА в клубе «Флорида Флэйм». Там Эрлу не удалось закрепиться в основном составе, и тогда он перебрался в Европу и провёл сезон 2005/2006 в составе латвийского БК «Баронс/ЛМТ». Сезон 2006/2007 Роуланд отыграл в Австралии. В 2007 году Роуланд подписал контракт с немецким баскетбольным клубом «Артланд Дрэгонс», в составе которого стал победителем Кубка Германии по баскетболу—2008. В сезоне 2008/2009 Эрл выступал за другой немецкий клуб «Телеком Баскетс» из города Бонн. В июле 2009 года Роуланд заключил контракт с испанским БК «Уникаха».

## Сборная Болгарии

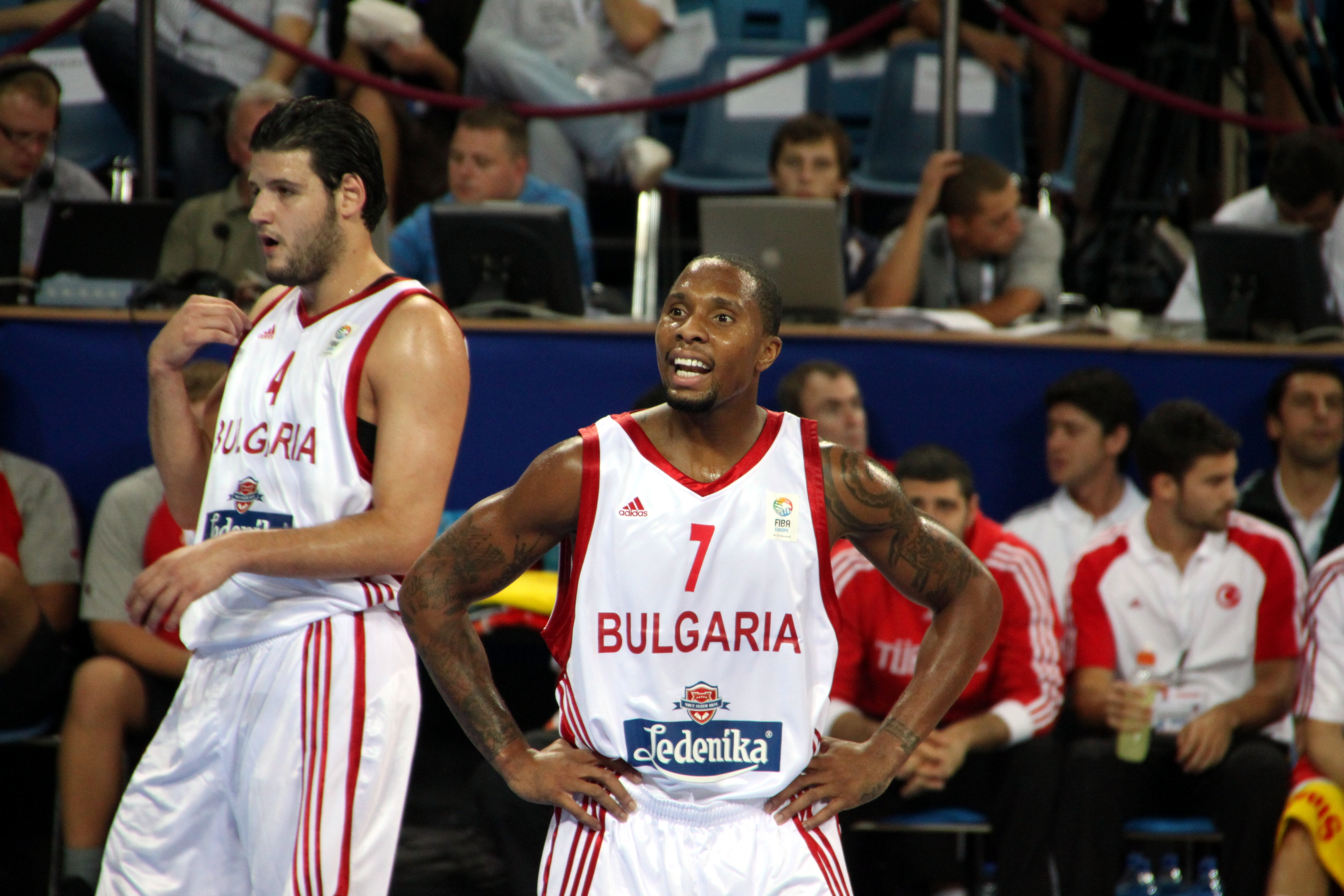
Эрл Роуланд в составе сборной Болгарии на Евробаскете-2009.

После получения в 2009 году гражданства Болгарии Роуланд дебютировал в составе сборной на Евробаскете 2009.

## Достижения
- Обладатель Кубка Германии (2008)
- Серебряный призёр Кубка Германии (2009)
- Серебряный призёр чемпионата Германии (2009)
- MVP регулярного чемпионата Единой Лиги ВТБ в сезоне 2012/2013[6]

## Статистика

### Статистика в колледже
| Сезон                                                                                   | Команда    | GP | GS | MPG  | FG%  | 3P%  | FT%  | RPG | APG | SPG | BPG | PPG  |  |
| --------------------------------------------------------------------------------------- | ---------- | -- | -- | ---- | ---- | ---- | ---- | --- | --- | --- | --- | ---- |  |
| 2003/04                                                                                 | Сент-Мэрис | 29 | 23 | 32,0 | 45,6 | 31,4 | 64,0 | 3,7 | 4,3 | 1,6 | 0,1 | 13,3 |  |
| 2004/05                                                                                 | Сент-Мэрис | 34 | 34 | 33,1 | 38,2 | 30,7 | 69,2 | 3,8 | 3,9 | 1,6 | 0,1 | 11,0 |  |
|                                                                                         | Всего      | 63 | 57 | 32,6 | 41,8 | 31,0 | 66,6 | 3,8 | 4,1 | 1,6 | 0,1 | 12,1 |  |
| Наведите курсор мыши на аббревиатуры в заголовке таблицы, чтобы прочесть их расшифровку |            |    |    |      |      |      |      |     |     |     |     |      |  |